# Wielka Osnica
Wielka Osnica (ukr. Велика Осниця) – wieś na Ukrainie, w obwodzie wołyńskim w rejonie maniewickim. Liczy 668 mieszkańców.